# Ethel Barrymore
Ethel Barrymore (15. kolovoza 1879. – 18. lipnja 1959.), američka kazališna, filmska i televizijska glumica, dobitnica Oscara za najbolju sporednu glumicu (1944. godine). 

## Životopis
Rođena je kao Ethel Mae Blythe u Philadelphiji. Roditelji su joj bili glumci Maurice Barrymore i Georgiana Drew, a braća, također glumci, John Barrymore (djed Drew Barrymore) i Lionel Barrymore. Ethel, koja kao da je samim podrijetlom bila predodređena da postane glumica, prvu je ulogu imala s 15 godina na Broadwayju. Slijedile su brojne kazališne uloge, kojima je postigla slavu i priznanja. Danas se smatra najboljom kazališnom glumicom svoje generacije.
Ethel Barrymore je poznata i po tome što je 1900. godine odbila prosidbu Winstona Churchilla, koji je bio očaran mladom glumicom. Devet godina kasnije, udala se za Russella Colta, s kojim je imala troje djece. Razveli su se 1923. godine.
Ethel je prvu filmsku ulogu imala 1914. godine, a 1940-ih je preselila u Hollywood. Ukupno je tijekom karijere imala četrdesetak filmskih i TV uloga. Za ulogu u filmu Ništa osim osamljenog srca (None but the Lonely Heart, 1944.) dobila je Oscara za najbolju sporednu glumicu.
Ethel Barrymore je umrla 1959. godine u svom domu u Los Angelesu.

## Vanjske poveznice
- Ethel Barrymore u internetskoj bazi filmova IMDb-u (engl.)